# Мост Сен-Бенезе
Мост Сен-Бенезе́, также мост Свято́го Бене́за (фр. pont Saint-Bénézet) или Авиньо́нский мост (pont d’Avignon) — руины моста XII века через реку Рона в городе Авиньоне, южная Франция. Достопримечательность города.

## История
Строительство моста напрямую связано со святым Бенезе (называемым также Бенедиктом Авиньонским). Информация о нём содержится в прижизненном житии составленном в 1200 году братом Робером — каноником в Осере, а впоследствии — братом-премонстрантом в расположенном неподалёку от этого города монастыря Сен-Марьян.
Согласно житию, в 1177 году 12-летний пастушок по имени Бенуа, который позднее был канонизирован под именем Бенезе (с фр. — «маленький Бенедикт»), пришёл к папскому престолу в Авиньон и сообщил о бывшем у него божественном откровении, в котором ему было велено соорудить у города мост через Рону. Над ним посмеялись, поскольку у него не было ни сил, ни средств для столь грандиозного строительства — ширина реки в этом месте достигает 900 метров, а во время паводка — ещё больше. Однако молодой человек был настолько убеждён в своей правоте, что ему удалось склонить на свою сторону многих авиньонцев, которые собрали деньги на строительство моста. Тем не менее собранных денег оказалось недостаточно, поэтому Бенуа предпринял паломничество по различным французским городам, собирая средства для строительства моста. Пять других средневековых хронистов в общем подтверждают эту версию и также называют 1177 годом начала строительства.
К 1180 году относится другой сохранившийся документ, согласно которому в этот год брату Бенуа и другим братьям (среди которых называется брат Бертран Де Гардиа) были переданы права на сбор пошлин в ронском порту Авиньона. Этот документ подтверждает тот факт, что работы к тому моменту уже велись и что у Бенуа была некоторая группа людей, которые проводили строительные работы. Строительство моста было завершено в 1185 году, через несколько месяцев после кончины святого Бенезе (скончался в конце 1184 года). В том же году была установлена плата за проезд по мосту: так, за проезд верхом на лошади надо было заплатить 2 денье, за осла, быка или бакон (большую квадратную вазу, которую носили на плечах) — 1 денье, за повозку — 4 денье, за свинью — 1 обол, пешеходы могли пересекать мост бесплатно.

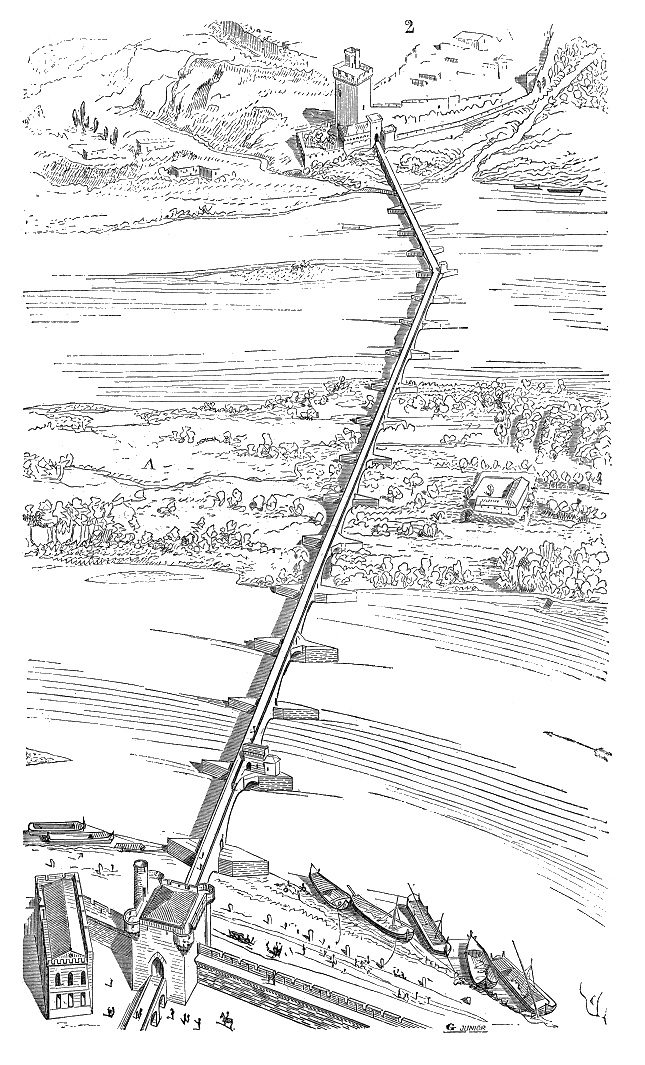
Мост до его разрушения

Первоначально обслуживанием моста занималось организованное при строительстве Авиньонского моста полумонашеское братство мостостроителей (лат. fratres pontifices), устав которых был утверждён в 1189 году буллой папы Клемента III и которое в дальнейшем также занималось строительством и обслуживанием мостов в различных странах католической Европы. Можно также вспомнить, что одно из именований папы римского — «понтифик» (с лат. — «строитель мостов»). В 1233 году обслуживание моста перешло в руки светских властей.
Арки моста несколько раз разрушались — как людьми, так и в результате стихийных бедствий. В первый раз они были разрушены в 1226 году во время военных действий, предпринятых французским королём Людовиком VIII против еретиков-катаров. Во второй раз арки пали в 1395 году во время боевых столкновений короля Карла VI и антипапы Бенедикта XIII. После этого мост был отстроен только к 1418 году.
Мост сильно страдал от речных паводков, когда уровень воды порой повышался на 5 метров. В 1602 году в результате ремонтных работ на одной из арок она обвалилась, потянув за собой ещё две. В 1633 году обрушились ещё три, соединённые с остальной частью моста временными деревянными траверсами. Наконец, зимой 1669—1670 года во время сильного наводнения с ледоходом на Роне почти все остававшиеся пролёты, кроме четырёх, были снесены стихией.

## Описание моста
Дать точное описание моста на протяжении всей его истории вряд ли представляется возможным. Дело в том, что начиная с первых лет своего существования он постоянно ремонтировался, реконструировался и перестраивался. Обрушавшиеся элементы временно (иногда на несколько десятилетий) заменяли деревянными конструкциями, потом постепенно восстанавливали каменную кладку.
Изначально длина моста составляла около 900 метров. Его конструкция повторяла древнеримские образцы: мост состоял из неизвестного количества полуциркулярных каменных арок (называется число от 18 до 19—22) длиной 20—25 метров каждая, стоявших на массивных каменных опорах. Ширина моста на большей его части составляла 4,90 метров включая ширину парапетов.

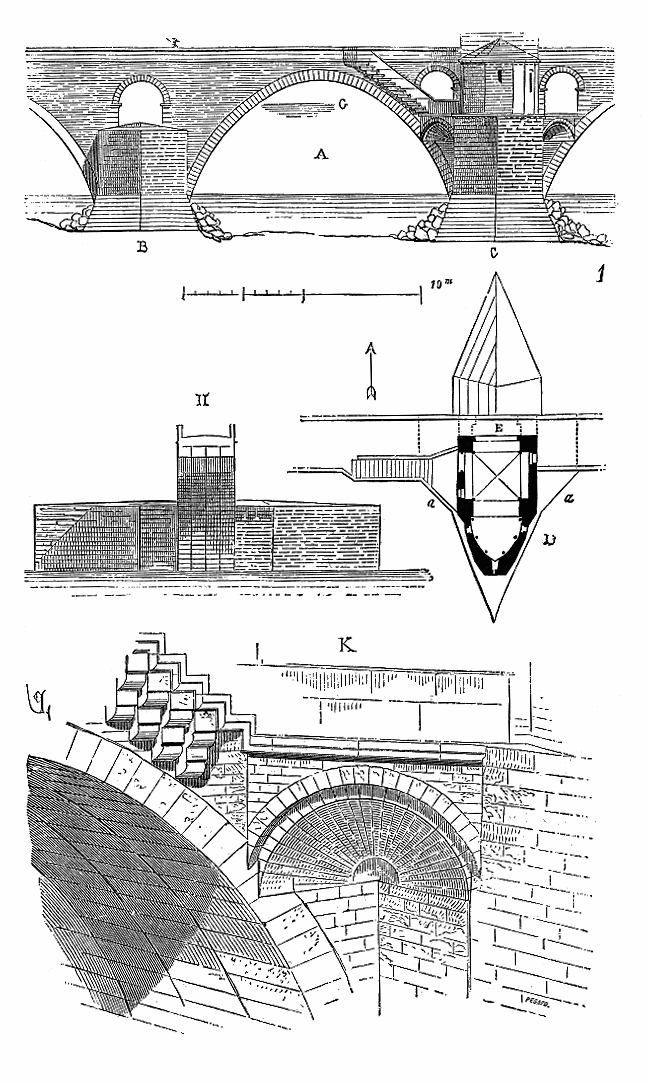
Капелла святого Николая

На своём пути мост пересекал два рукава Роны и островок Бартеласс. Неизвестно, каким образом выглядел мост со стороны города в момент окончания строительства, однако его уровень был выше уровня окружавших его улиц, что указывает на то, что вероятно там были предусмотрены какие-то оборонительные сооружения. В XIV веке оконечность моста со стороны Авиньона была усилена оборонительной башней, но если путник не хотел входить в город или если ворота башни были закрыты, с моста можно было спуститься на берег Роны. С противоположной стороны реки располагается городок Вильнёв-лез-Авиньон, в котором вход на мост обороняла мощная башня Башня Филипп-ле-Бель, сохранившаяся до нашего времени.
На втором со стороны Авиньона пилоне была сооружена капелла во имя святого Николая, в которой до Великой французской революции хранились мощи святого Бенезе. Капелла расположена на 4,5 метра ниже уровня моста, соответственно для доступа к ней необходимо спуститься по ступенькам. Напротив капеллы ширина моста сокращается до 2 метров, включая ширину парапетов, что по мнению современных историков служило дополнительным средством обороны.
До настоящего момента сохранились 4 пролёта моста, примыкающие к левому (западному) берегу Роны со стороны города Авиньона, а также капелла.
В 1840 году мост и капелла были классифицированы в качестве исторического наследия Франции, а в 1995 году он в составе всего центра города Авиньона был признан объектом всемирного наследия ЮНЕСКО.

## В культуре
Название моста широко известно во Франции благодаря народной песне XVI—XVII веков, которая так и называется Sur le pont d’Avignon (с фр. — «На Авиньонском мосту») и в которой рассказывается о проходящих на мосту (в одном из вариантов — под мостом) танцах.
Мост изображён на большом количестве рисунков, гравюр, живописных полотен.

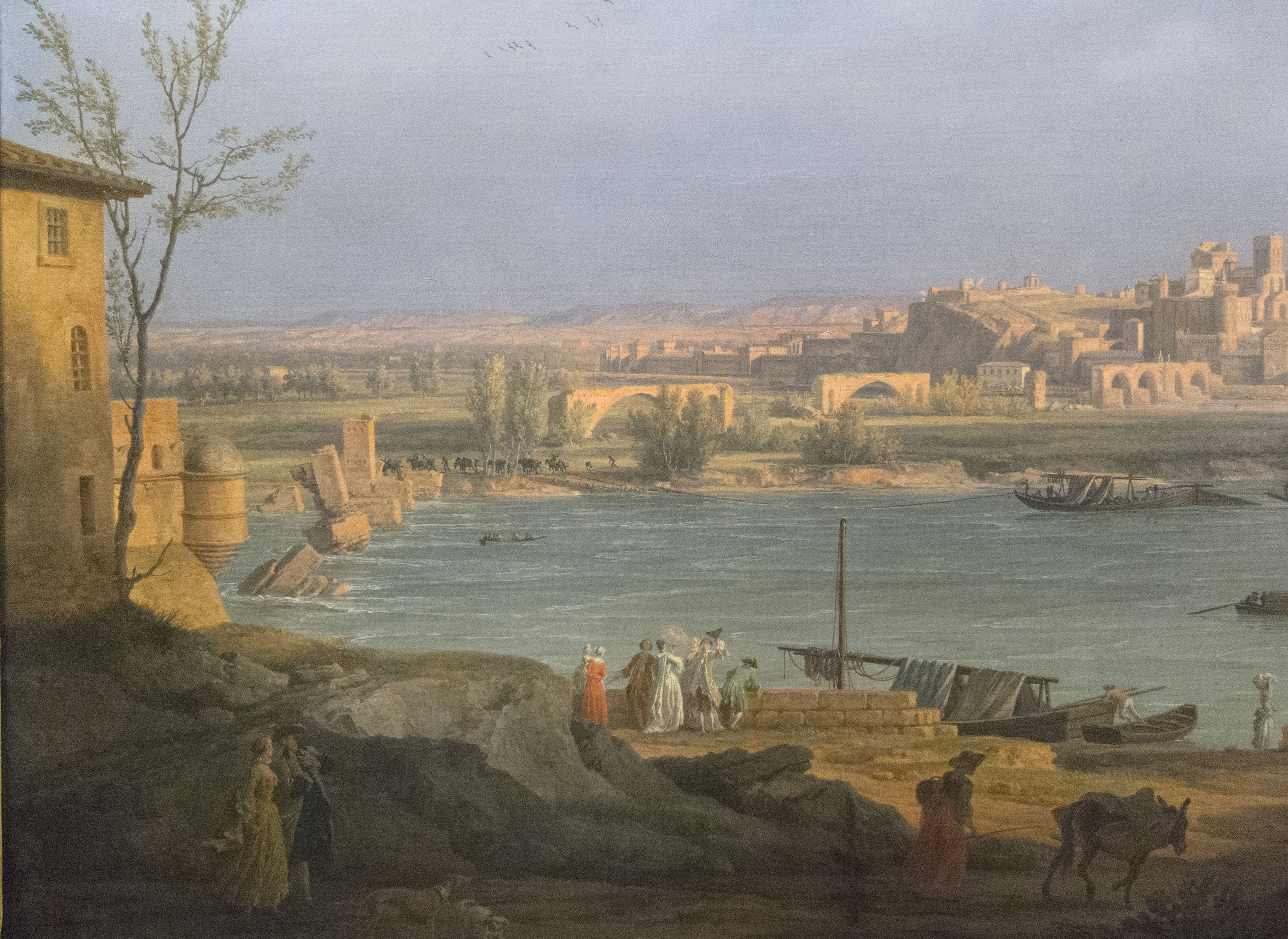
Клод Верне. Авиньон (фрагмент). 1756
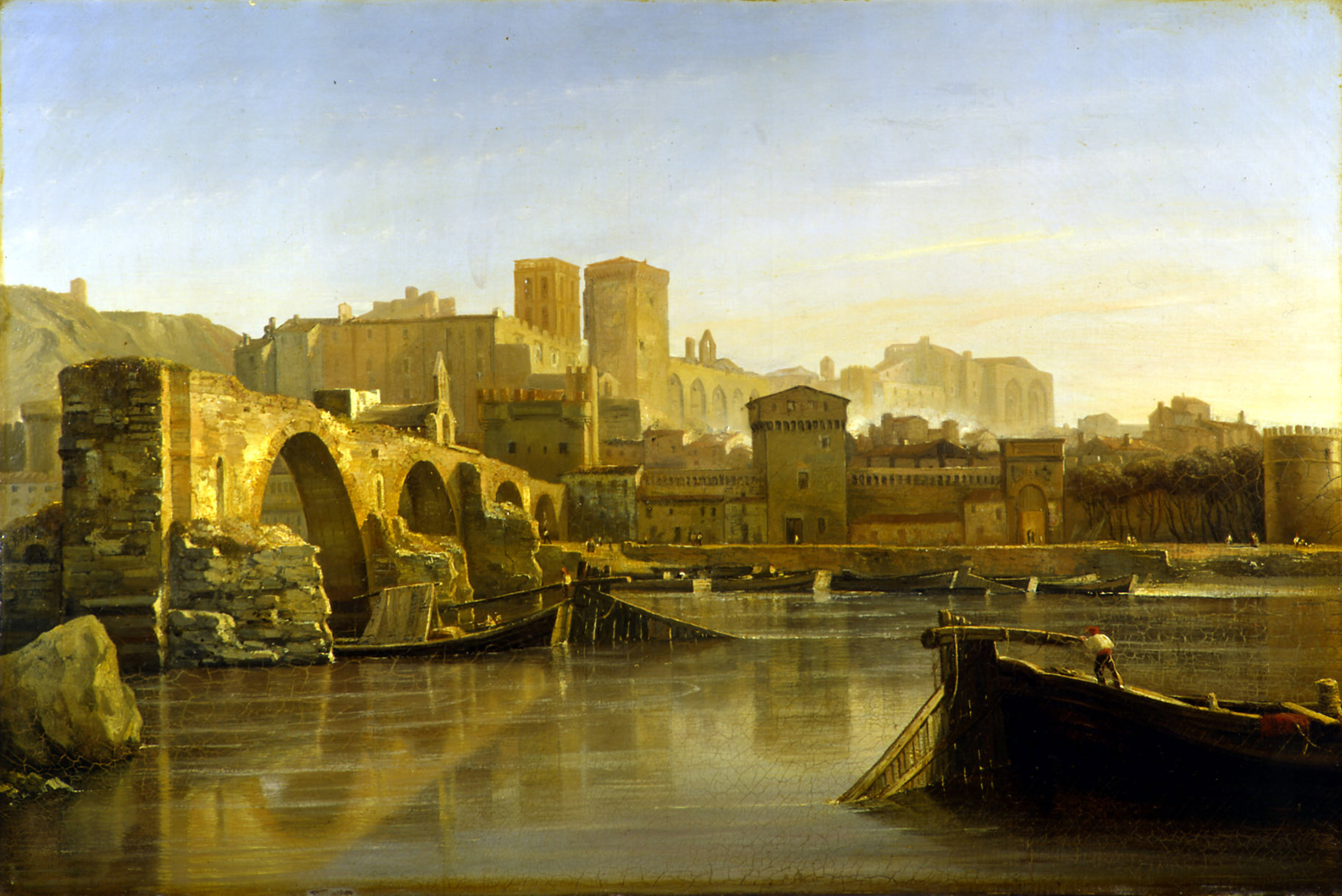
Исидор Даньян. Вид на Авиньон и мост Сен-Бенезе. 1833
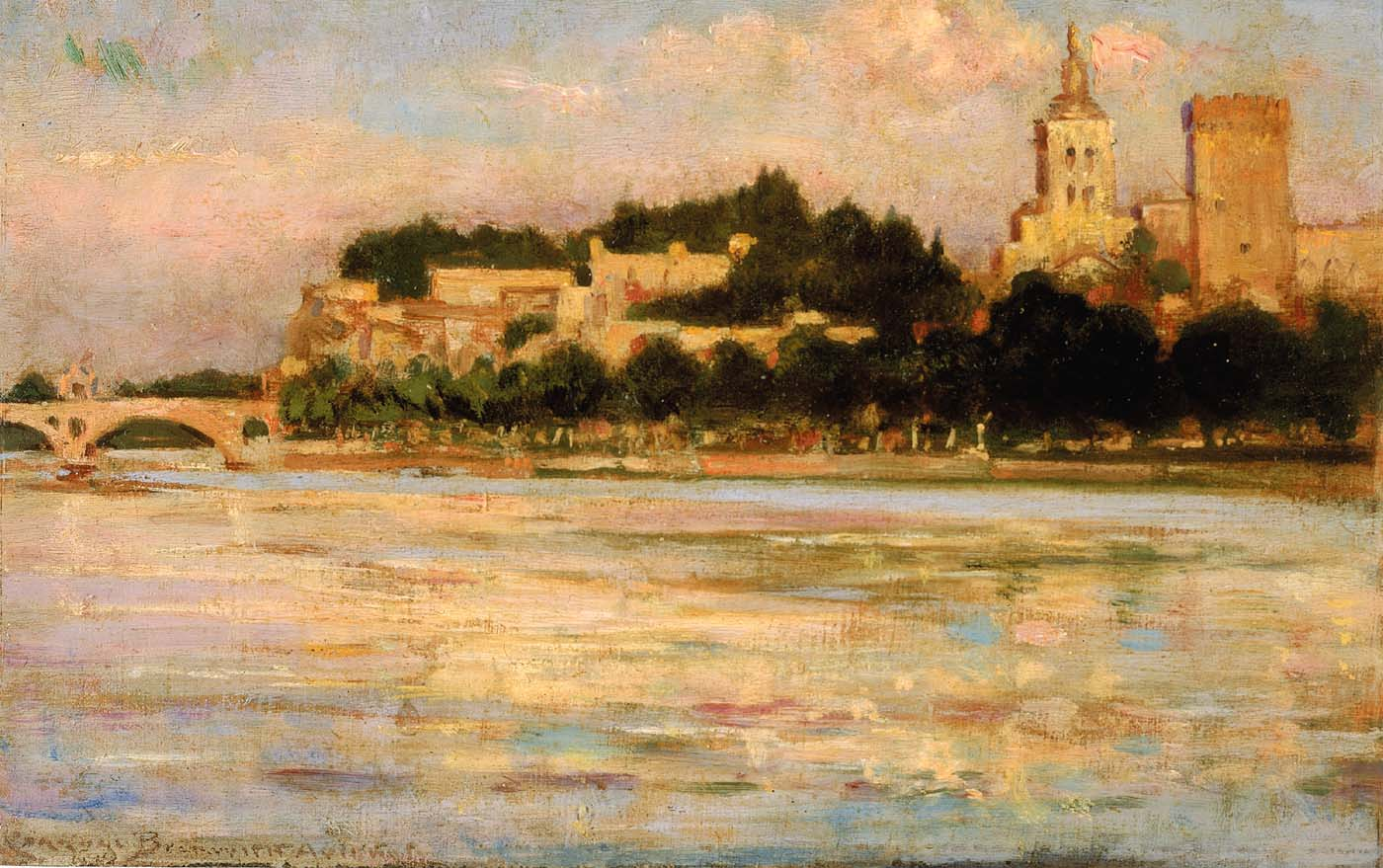
Джеймс Кэролл Беквит. Папский дворец и Авиньонский мост. Конец XIX — начало XX века
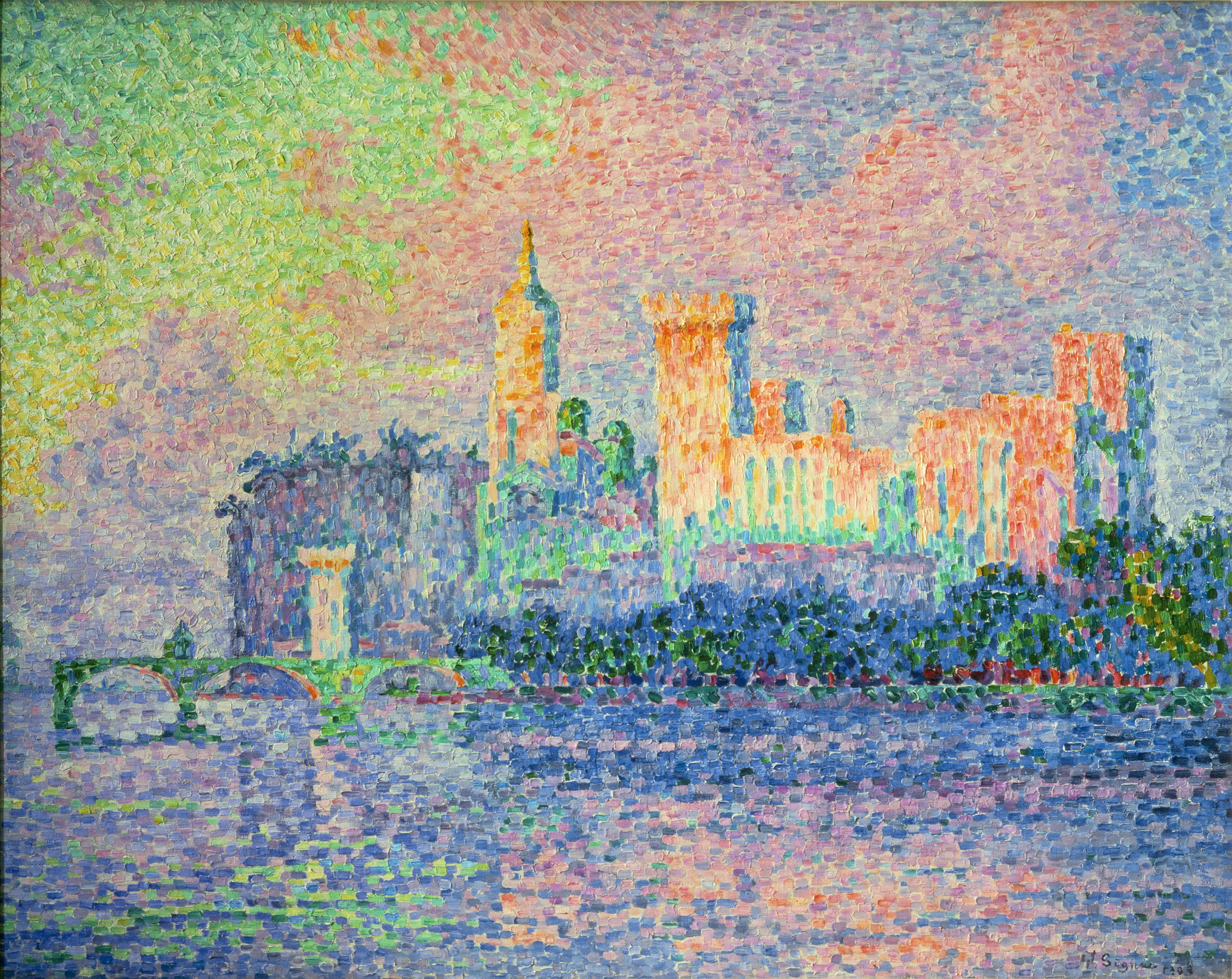
Поль Синьяк. Папский дворец в Авиньоне. 1909
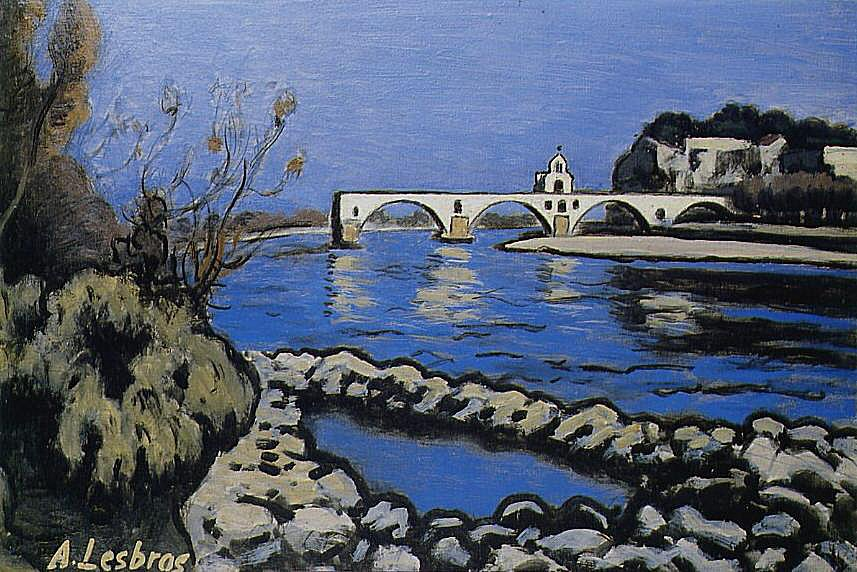
Альфред Лебро[фр.]. Мост Сен-Бенезе. 1927—1928